# Polietilene tereftalato
Il polietilene tereftalato o polietilentereftalato (abbreviato PET, PETE, PETP o PET-P) è una resina termoplastica facente parte della famiglia dei poliesteri; più precisamente condivide col PBT la classificazione di poliestere lineare o polialchilene tereftalato (scritto anche polialchilentereftalato) e rientra nei tecnopolimeri per la buona precisione dimensionale e la buona resistenza allo scorrimento / buon comportamento antifirizione .
È molto stabile a temperatura ambiente e si decompone alla temperatura di 450 °C, con formazione di acido benzoico, diossido di carbonio, monossido di carbonio, acetaldeide e altri composti. A causa di questa stabilità, il PET è adatto al contatto con alimenti e trova larghissimo impiego come contenitore in plastica per liquidi e per cibi.
In funzione dei processi produttivi, il polietilene tereftalato può esistere in forma amorfa (trasparente) o semi-cristallina (bianca e opaca). Ciò lo rende utile come fibra tessile con il nome commerciale Dacron.
Viene utilizzato anche per le sue proprietà elettriche, resistenza chimica, prestazioni alle alte temperature, autoestinguenza e rapidità di stampaggio.
Le altre sue denominazioni commerciali sono: Sustadur Pet, Zellamid 1400, Arnite, Tecapet, Impet e Rynite, Ertalyte, Hostaphan, Polystar, Melinex e Mylar films, e le fibre Diolen, Tergal, Terital, Terylene e Trevira.

## Storia
Il polietilene tereftalato fu inventato nel 1941 da John Rex Whinfield e James Tennant Dickson, che ripresero le precedenti ricerche di Wallace Carothers. Nel 1952 viene registrato il marchio Mylar. Il brevetto delle bottiglie in PET risale al 1973 e appartiene al chimico Nathaniel Wyeth.

## Produzione

Reazione di sintesi del PET per esterificazione.

Reazione di sintesi del PET per transesterificazione.

Il polietilene tereftalato è da considerarsi un bene indifferenziato, in quanto viene prodotto in enormi quantità. In particolare la produzione di PET è salita da 7,8 milioni di tonnellate nel 2001 a 12,3 milioni di tonnellate nel 2006. La maggiore domanda di questo materiale si ha in Cina, la quale nel 2006 generava il 55% della domanda globale di PET.
La produzione del PET può avvenire attraverso uno dei seguenti processi:
- esterificazione tra acido tereftalico e glicole etilenico (con formazione di acqua), attivata termicamente (si opera a temperature comprese tra 230-250 °C e pressione di 3 atm);
- transesterificazione tra glicol etilenico e dimetil tereftalato (con formazione di metanolo).

Entrambi i processi portano alla formazione di bis-2-idrossietiltereftalato, che è il monomero del polietilentereftalato.
Segue quindi la polimerizzazione, che è una reazione di policondensazione dei monomeri (con formazione di glicol etilenico reimmesso nel processo), che viene catalizzata da triossido di diantimonio (Sb2O3), il quale può migrare e ritrovarsi nei prodotti finiti.
Da entrambe le reazioni di esterificazione e transesterificazione si può formare del diglicole etilenico, che può essere assorbito dal polimero e far abbassare le proprietà del polimero stesso a causa della sua termodegradabilità.

### Produzione di copolimeri
Oltre alla forma omopolimera, è possibile la copolimerizzazione, ad esempio con alcoli bifunzionali di peso molecolare superiore al glicol etilenico, o con isomeri dell'acido tereftalico. Si ottengono prodotti con diverse proprietà conseguenti a modifiche dell'habitus cristallino, utili in usi particolari del prodotto, per migliorare la termoformabilità o la stabilità dimensionale del polimero.

## Usi

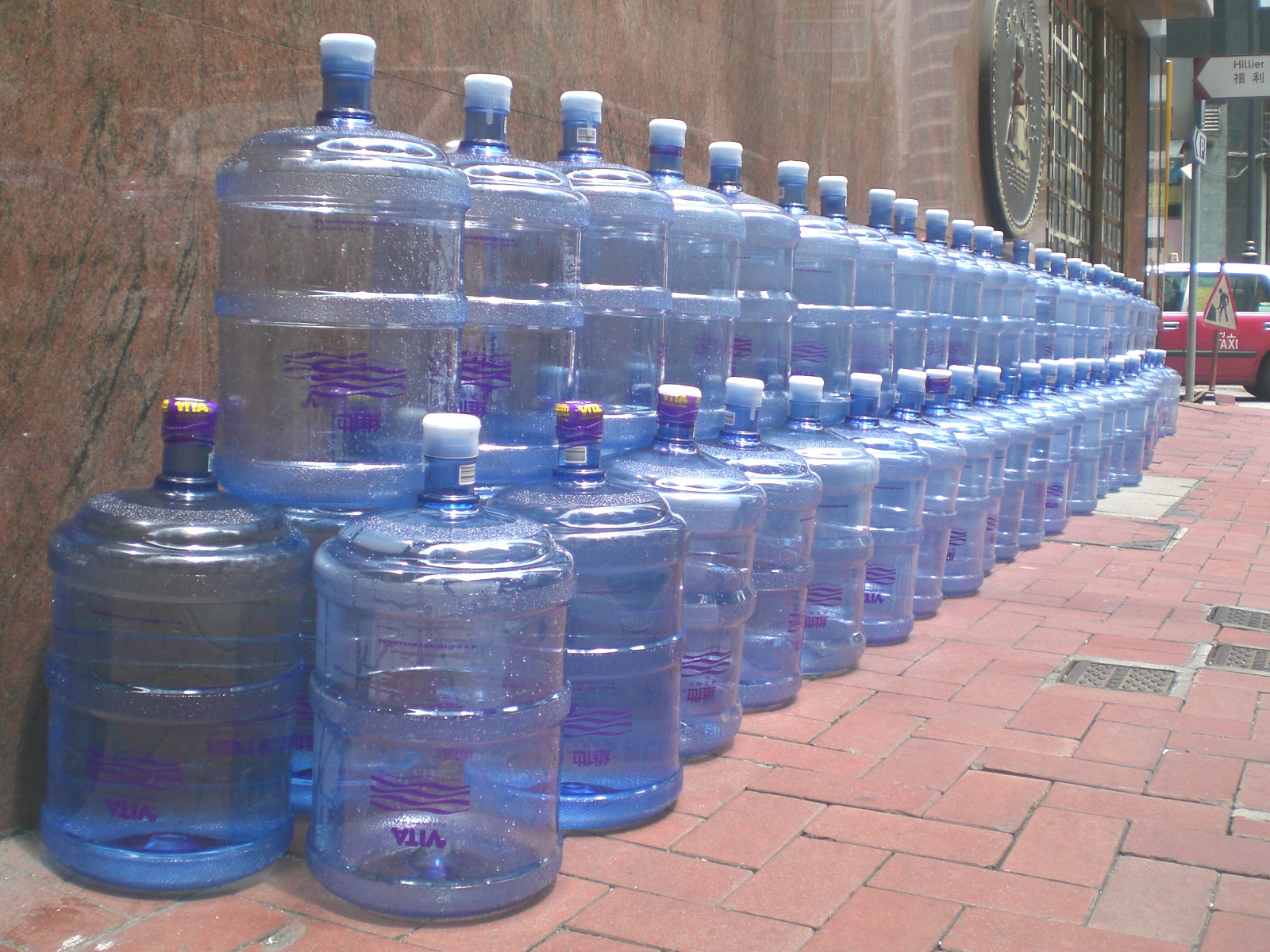
Boccioni in PET

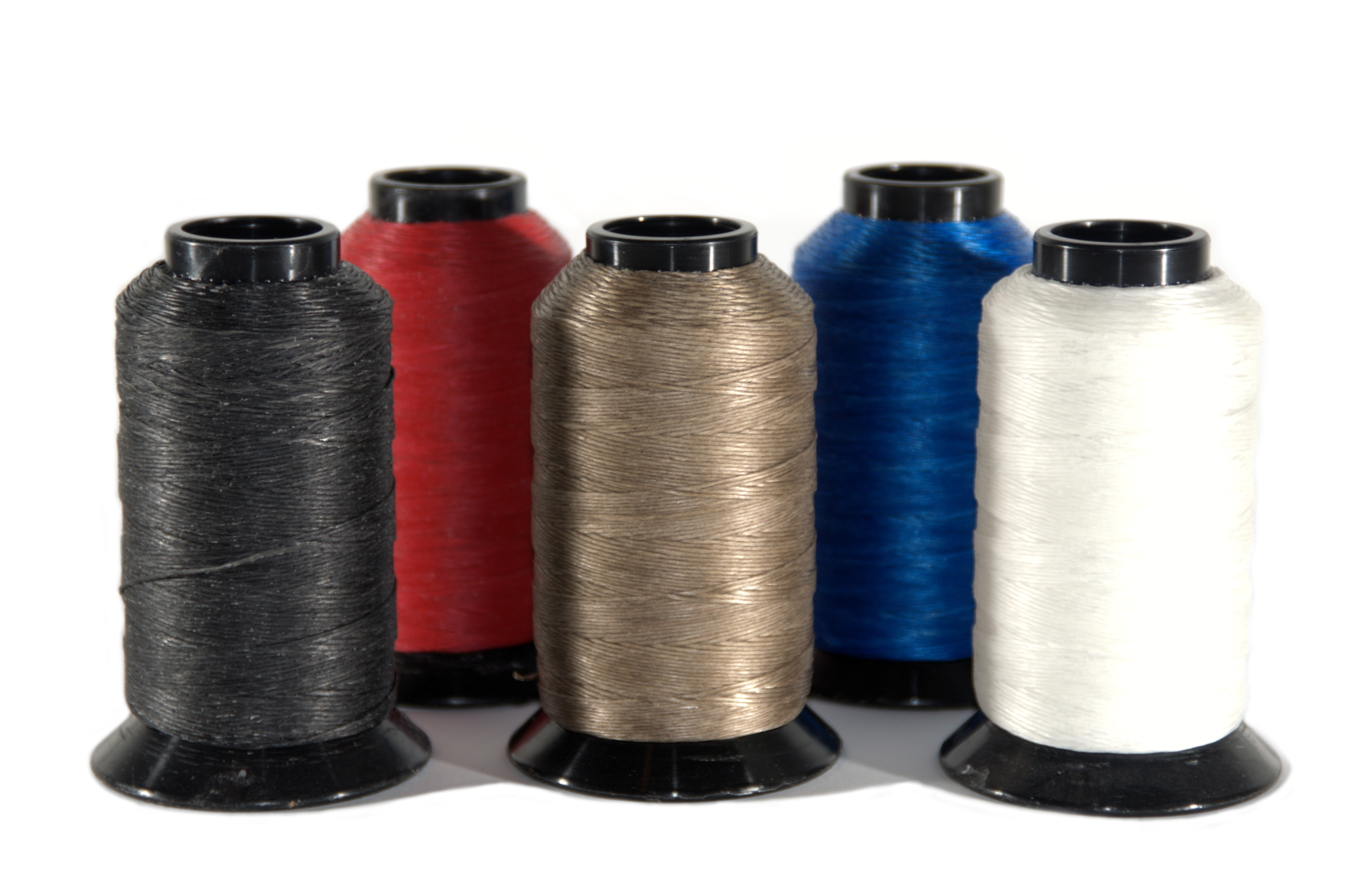
Spolette in Dacron

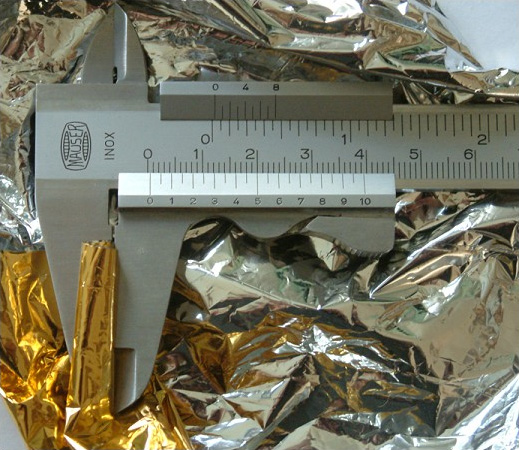
Film polimerico in Mylar tra i becchi di un calibro a corsoio e nonio della Mauser

Oltre il 60% della produzione di polietilene tereftalato è destinato alla produzione di fibre e fiocchi, il 30% di bottiglie. Esempi di altre applicazioni sono film (ad esempio Mylar di DuPont), tubi, contenitori, etichette, timpani per strumenti a percussione, pellicole per vetri. È utilizzato inoltre nel nuovo LHC del CERN come isolante tra i magneti (1,9 K) e l'ambiente esterno (293 K).

### Uso alimentare
Nel campo dei contenitori alimentari il polietilene tereftalato viene utilizzato principalmente per costruire contenitori per bevande (66%) e per cibi (8%).

#### Sicurezza alimentare
La compatibilità del PET al contatto con gli alimenti, così come di tutte le materie plastiche, è sancita dal Regolamento (UE) n. 10/2011 della Commissione del 14 gennaio 2011, che ha abrogato la precedente Direttiva 2002/72/CE della Commissione Europea e successive modifiche. Si continuano comunque a effettuare indagini per la verifica di eventuali nuovi rischi per la salute nei prodotti usati come contenitori per alimenti. La maggior parte delle bottiglie di plastica per l'acqua in commercio nei supermercati è in PET, mentre il tappo è solitamente in polietilene (PE) che ha un valore economico superiore; per questo motivo, si sono diffuse raccolte di tappi per varie associazioni benefiche.

### Dacron e Terylene
Il Dacron è un marchio registrato nel 1951 dalla DuPont, negli Stati Uniti d'America.
È stato realizzato dalla Dupont a partire dal Terylene, un marchio registrato in Gran Bretagna dalla Imperial Chemical Industries, che lo produsse a partire dal 1941.
Viene impiegato per realizzare indumenti, vele per imbarcazioni e corde. Viene inoltre utilizzato in chirurgia per costruire vasi sanguigni artificiali e per la formazione della parte superficiale di anelli protesici valvolari, che garantiscono l'epitelizzazione della valvola.

#### Preparazione del Dacron
La produzione del Dacron prevede quattro fasi principali: resinatura, fissaggio, calandratura e appretto. Nella resinatura il tessuto viene impregnato di una resina a base di formaldeide, in modo da plastificarlo. Successivamente viene riscaldato finché la trama non si ritrae del 10%; questo serve a rendere la trama più compatta. Per aumentare ulteriormente la compattezza, il tessuto viene fatto passare attraverso dei rulli riscaldati, che stabilizzano le tensioni. L'ultima fase, l'appretto, consiste nello spruzzare resine sintetiche epossidiche sul tessuto, per rendere migliore la finitura superficiale.

### Nanodiamanti
I nanodiamanti si formano quando l'onda d'urto generata da un raggio laser porta il PET a temperature di poco inferiori ai 4700 °C e a pressioni di 150 gigapascal.

## Riciclo

Simbolo associato al PET secondo la classificazione SPI (Society of the Plastics Industry)

Una volta raccolte, le varie forme di PET vengono mandate ai centri di riciclaggio dove vengono fatte passare attraverso delle macchine che convertono il materiale in forma di polvere. Questa polvere attraversa poi un processo di separazione e pulitura che rimuove tutte le particelle estranee come carta, metalli o altri materiali plastici.
Essendo stato ripulito, in accordo alle specificazioni del mercato, il PET recuperato viene venduto ai produttori che lo convertono in una varietà di prodotti come tappeti, cinturini e contenitori per usi non alimentari, con l'eccezione di contenitori per acque minerali e bevande analcoliche, con le modalità stabilite dal D.M. n. 113/2010 che consente l'impiego di polietilentereftalato (PET) riciclato nella produzione di bottiglie per uso alimentare (con un contenuto massimo del 50 % sul totale) in deroga all'articolo 13 del D.M. 21 marzo 1973.
Da gennaio 2021, grazie alla Legge di Bilancio 2021 approvata il 31 dicembre 2019, viene meno l'obbligo di utilizzare almeno il 50% di plastica vergine, introdotto nel 2010.
È possibile pertanto, utilizzare PET riciclato al 100%.
Esistono, tuttavia, due processi di depolimerizzazione (metanolisi e glicolisi), disponibili sul mercato, in grado di riportare la polvere di PET ripulita allo stato di monomero o di materia prima originale. Questo materiale può essere purificato e successivamente riutilizzato per la produzione di PET a uso alimentare.
Lo smaltimento del polietilene tereftalato può essere effettuato in due modi: riciclaggio chimico e riciclaggio meccanico. Il riciclaggio chimico consiste nella depolimerizzazione della polvere del prodotto, precedentemente ricavata, che riporta il polietilene tereftalato alla materia grezza iniziale, cioè al PTA, acido purificato tereftalato, o al DMT, dimetilene tereftalato, e MEG, monoglicole etilenico. La depolimerizzazione può essere attuata attraverso glicolisi, idrolisi, o metanolisi. Tutti questi procedimenti sono vantaggiosi dal punto di vista economico solo per lo smaltimento di grandi quantità di poliestere. Il risultato è però soddisfacente, poiché restituisce un prodotto di ottima qualità e non deprezzato. Il riciclaggio meccanico, invece, è più conveniente per quantità minori e restituisce prodotti di minore qualità e quindi deprezzati. Esso consta di cinque principali passaggi: selezione, taglio, lavaggio, estrusione e confezionamento. Inizialmente i materiali sono caricati su un nastro trasportatore e selezionati per colore e tipo; una volta selezionati vengono ridotti in piccoli pezzi. Nel passaggio del lavaggio la plastica viene lavata per levare ogni impurità. Successivamente il materiale è scaldato ed estruso in granuli, infine messo in contenitori ed etichettato.
Nel 2016, un'équipe di scienziati giapponesi ha isolato un batterio, Ideonella sakaiensis, in grado di digerire la plastica mediante l'azione chimica di due enzimi.